# 64-й гвардейский истребительный авиационный полк
64-й гвардейский истребительный авиационный Оршанский Краснознамённый ордена Александра Невского полк (64-й гв. иап) — воинская часть Военно-воздушных сил (ВВС) РККА, принимавшая участие в боевых действиях Великой Отечественной войны.

## Наименования полка
За весь период своего существования полк несколько раз менял своё наименование:
- 271-й истребительный авиационный полк[1];
- 64-й гвардейский истребительный авиационный полк[1];
- 64-й гвардейский истребительный авиационный Краснознамённый полк[1];
- 64-й гвардейский истребительный авиационный Оршанский Краснознамённый полк[1];
- 64-й гвардейский истребительный авиационный Оршанский Краснознамённый ордена Александра Невского полк[1];
- 705-й гвардейский истребительный авиационный Оршанский Краснознамённый ордена Александра Невского полк[1];
- Полевая почта 35403[1].

## Создание полка
64-й гвардейский истребительный авиационный полк образован 18 марта 1943 года путём переименования 271-го истребительного авиационного полка в гвардейский за образцовое выполнение боевых задач и проявленные при этом мужество и героизм на основании Приказа НКО СССР.

## Преобразование полка
64-й гвардейский истребительный авиационный Оршанский Краснознамённый ордена Александра Невского полк 20 февраля 1949 года переименован в 705-й гвардейский Оршанский Краснознамённый ордена Александра Невского истребительный авиационный полк.

## Литература

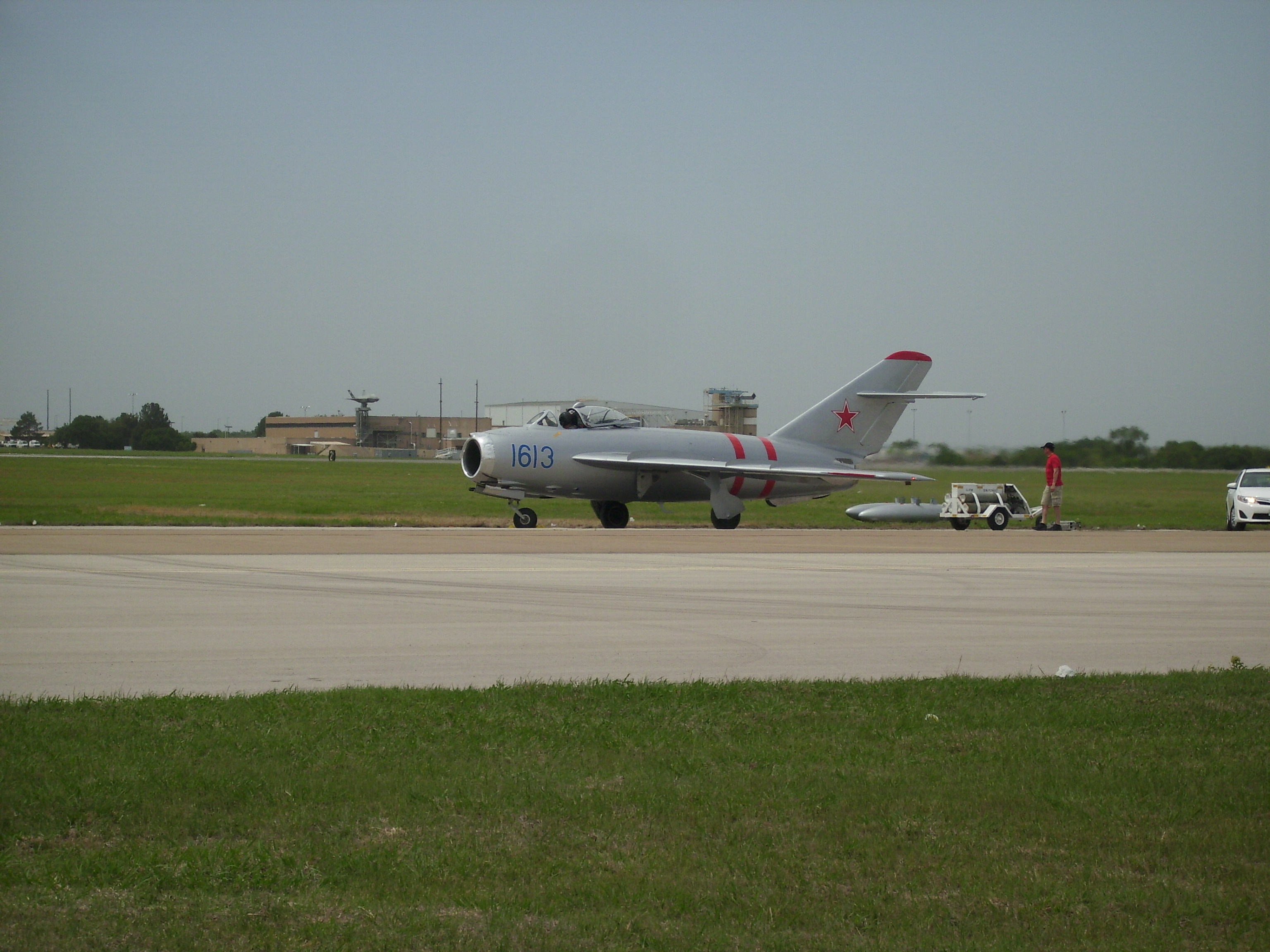
МиГ-17

## В действующей армии
В составе действующей армии:
- с 18 марта 1943 года по 2 апреля 1943 года, итого — 15 дней,
- с 9 мая 1943 года по 6 октября 1943 года, итого — 150 дней,
- с 5 ноября 1943 года по 5 апреля 1944 года, итого — 152 дня,
- с 20 июня 1944 года по 9 мая 1945 года, итого — 323 дня.

Всего 640 дней.

## Командиры полка
- подполковник Разсудков Арсений Михайлович[5], 11.1942 — 23.12.1943.
- подполковник Сурков Александр Андреевич[6][7] (в ряде источников указан с отчеством Александрович[5]), 23.12.1943 — 31.12.1945.

## В составе соединений и объединений
| Период        | Фронт (округ)                                   | армия                | корпус                                             | дивизия                                              | примечание                                                                                                |
| ------------- | ----------------------------------------------- | -------------------- | -------------------------------------------------- | ---------------------------------------------------- | --- |
| 27.02.1943 г. | Северо-Западный фронт                           | 6-я воздушная армия  | 1-й истребительный авиационный корпус              | 274-я истребительная авиационная дивизия             | Як-7Б |
| 18.03.1943 г. | Северо-Западный фронт                           | 6-я воздушная армия  | 1-й гвардейский истребительный авиационный корпус  | 4-я гвардейская истребительная авиационная дивизия   | переименован в гвардейский, Як-7Б                                                                         |
| 03.04.1943 г. | Резерв Верховного Главнокомандования            |                      | 1-й гвардейский истребительный авиационный корпус  | 4-я гвардейская истребительная авиационная дивизия   | Люберцы, Як-7Б                                                                                            |
| 09.05.1943 г. | Брянский фронт                                  | 15-я воздушная армия | 1-й гвардейский истребительный авиационный корпус  | 4-я гвардейская истребительная авиационная дивизия   | Як-1, Як-7Б                                                                                               |
| 07.10.1943 г. | Резерв Верховного Главнокомандования            |                      | 1-й гвардейский истребительный авиационный корпус  | 4-я гвардейская истребительная авиационная дивизия   | Як-1, Як-7Б, Як-9                                                                                         |
| 05.11.1943 г. | 2-й Прибалтийский фронт                         | 15-я воздушная армия | 1-й гвардейский истребительный авиационный корпус  | 4-я гвардейская истребительная авиационная дивизия   | Як-9 |
| 30.11.1943 г. | 1-й Прибалтийский фронт                         | 3-я воздушная армия  | 1-й гвардейский истребительный авиационный корпус  | 4-я гвардейская истребительная авиационная дивизия   | Як-9 |
| 06.04.1944 г. | Резерв Верховного Главнокомандования            |                      | 1-й гвардейский истребительный авиационный корпус  | 4-я гвардейская истребительная авиационная дивизия   | Як-9 |
| 16.07.1944 г. | 1-й Прибалтийский фронт                         | 3-я воздушная армия  | 1-й гвардейский истребительный авиационный корпус  | 4-я гвардейская истребительная авиационная дивизия   | Як-9 |
| 01.09.1944 г. | Резерв Верховного Главнокомандования            |                      | 1-й гвардейский истребительный авиационный корпус  | 4-я гвардейская истребительная авиационная дивизия   | Лётный состав в Саратове осваивал новые Як-3                                                              |
| 05.10.1944 г. | 1-й Прибалтийский фронт                         | 3-я воздушная армия  | 1-й гвардейский истребительный авиационный корпус  | 4-я гвардейская истребительная авиационная дивизия   | Як-3 |
| 03.03.1945 г. | 2-й Прибалтийский фронт                         | 15-я воздушная армия | 1-й гвардейский истребительный авиационный корпус  | 4-я гвардейская истребительная авиационная дивизия   | Як-3 |
| 07.04.1945 г. | 1-й Белорусский фронт                           | 16-я воздушная армия | 1-й гвардейский истребительный авиационный корпус  | 4-я гвардейская истребительная авиационная дивизия   | Як-3 |
| 09.05.1945 г. | 1-й Белорусский фронт                           | 16-я воздушная армия | 1-й гвардейский истребительный авиационный корпус  | 4-я гвардейская истребительная авиационная дивизия   | Як-3 |
| 10.06.1945 г. | Группа советских оккупационных войск в Германии | 16-я воздушная армия | 1-й гвардейский истребительный авиационный корпус  | 4-я гвардейская истребительная авиационная дивизия   | Як-3 |
| 20.02.1949 г. | Группа советских войск в Германии               | 24-я воздушная армия | 61-й гвардейский истребительный авиационный корпус | 170-я гвардейская истребительная авиационная дивизия | полк переименован в 705-й гвардейский                                                                     |
| 07.1949 г.    | Группа советских войск в Германии               | 24-я воздушная армия | 61-й гвардейский истребительный авиационный корпус | 170-я гвардейская истребительная авиационная дивизия | МиГ-15 |
| 25.09.1953 г. | Закавказский военный округ                      | 34-я воздушная армия |                                                    | 170-я гвардейская истребительная авиационная дивизия | МиГ-15, принял МиГ-17 от 35-го истребительного авиационного полка 126-й иад, убывающих в ГСВГ, аэр. Чорох |
| 01.09.1960 г. | Закавказский военный округ                      | 34-я воздушная армия |                                                    | 170-я гвардейская истребительная авиационная дивизия | полк расформирован                                                                                        |

## Участие в операциях и битвах
- Курская битва:

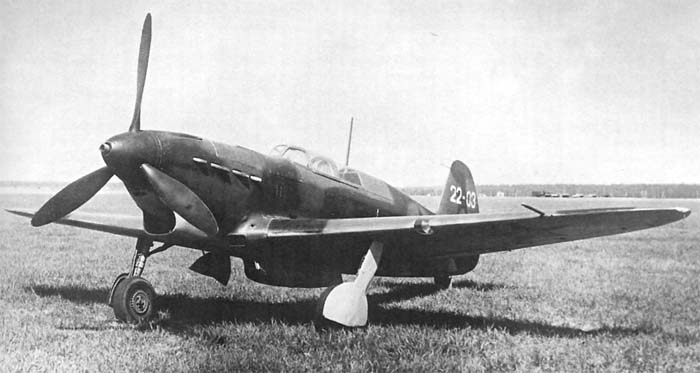
Истребитель Як-7

  - Орловская операция «Кутузов» — с 12 июля 1943 года по 18 августа 1943 года.
- Брянская операция — с 17 августа 1943 года по 3 октября 1943 года.
- Городокская операция — с 13 декабря 1943 года по 31 декабря 1943 года.
- Белорусская наступательная операция «Багратион»:
  - Витебско-Оршанская операция — с 23 июня 1944 года по 28 июня 1944 года.
  - Минская операция — с 29 июня 1944 года по 4 июля 1944 года.
  - Шяуляйская операция — с 5 июля 1944 года по 31 июля 1944 года.
- Прибалтийская операция:
  - Рижская операция — с 14 сентября 1944 года по 22 октября 1944 года.
  - Мемельская операция — с 5 октября 1944 года по 22 октября 1944 года.
- Восточно-Прусская операция — с 13 января 1945 года по 25 апреля 1945 года.
- Берлинская стратегическая наступательная операция — с 16 апреля 1945 года по 8 мая 1945 года.

## Почётные наименования
За отличие в боях за овладение городом и оперативно важным железнодорожным узлом Орша 64-му гвардейскому Краснознамённому истребительному авиационному полку присвоено почётное наименование «Оршанский».

## Награды
- За образцовое выполнение боевых заданий командования на фронте борьбе с немецкими захватчиками и проявленные при этом мужество Указом Президиума Верховного Совета СССР от 23 октября 1943 года 64-й гвардейский истребительный авиационный полк награждён орденом Боевого Красного Знамени.
- За образцовое выполнение боевых заданий командования в боях при прорыве обороны немцев и наступлении на Берлин и проявленные при этом мужество и доблесть 64-й гвардейский Оршанский Краснознамённый истребительный авиационный полк Указом Президиума Верховного Совета СССР от 26 мая 1945 года награждён орденом Александра Невского.

## Отличившиеся воины полка

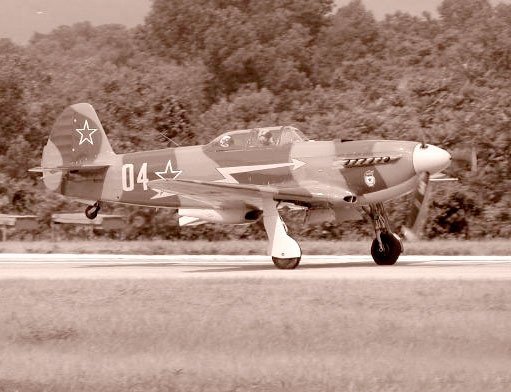
Як-9

- Алексеев Николай Михайлович, гвардии младший лейтенант, заместитель командира эскадрильи 64-го гвардейского истребительного авиационного полка 4-й гвардейской истребительной авиационной дивизии 1-го гвардейского истребительного авиационного корпуса 15-й воздушной армии 24 августа 1943 года удостоен звания Героя Советского Союза. Посмертно
- Денчик Николай Фёдорович, гвардии старший лейтенант, заместитель командира эскадрильи 64-го гвардейского истребительного авиационного полка 4-й гвардейской истребительной авиационной дивизии 1-го гвардейского истребительного авиационного корпуса 15-й воздушной армии 4 февраля 1944 года удостоен звания Героя Советского Союза. Золотая Звезда № 2819
- Маношин Константин Васильевич, гвардии майор, штурман 64-го гвардейского истребительного авиационного полка 4-й гвардейской истребительной авиационной дивизии 1-го гвардейского истребительного авиационного корпуса 3-й воздушной армии 26 октября 1944 года удостоен звания Героя Советского Союза. Золотая Звезда № 4166

## Благодарности Верховного Главнокомандующего
- За овладение городом Лида[9]
- За овладение городом Елгава (Митава)[10]
- За прорыв обороны противника северо-западнее и юго-западнее города Шяуляй[11]

## Статистика боевых действий
Всего за годы Великой Отечественной войны полком:
| Выполнено боевых вылетов | Сбито самолётов в воздухе | Уничтожено самолётов всего |
| ------------------------ | ------------------------- | -------------------------- |
| 7374                     | 302                       | 333                        |

Свои потери:
| Потеряно самолётов, всего | Погибло лётчиков всего |
| ------------------------- | ---------------------- |
| 86                        | 58                     |

## Базирование
| Период                  | Аэродром                        |
| ----------------------- | ------------------------------- |
| 1945 — 1947             | Перлеберг, Германия             |
| 1947 — 08.1949          | Йютербог Альтес Лагер, Германия |
| 08.1949 — 25.09.1953    | Цербст, Германия                |
| 25.09.1953 — 01.09.1969 | Чорох                           |

## Самолёты на вооружении
| Период               | Самолёты    |
| -------------------- | ----------- |
| 1941 — 1942          | ЛаГГ-3      |
| 1942 — 1943          | Як-1, Як-7Б |
| 1943 — 1944          | Як-9        |
| 1944 — 1949          | Як-3        |
| 07.1949 — 09.1953    | МиГ-15      |
| 09.1953 — 01.09.1960 | МиГ-17      |

## Расформирование полка
705-й гвардейский Оршанский Краснознамённый ордена Александра Невского истребительный авиационный полк 1 сентября 1960 года был расформирован в рамках проводимой реформы Вооружённых Сил.